# Never End
Never End – piętnasty singel Namie Amuro. Został wydany 12 lipca 2000. Jest to pierwszy singel z albumu Break the Rules. Utrzymywał się przez czternaście tygodni w rankingu Oricon (sprzedaż podczas rankingu wyniosła 640 310 kopii). W Japonii płyta kosztowała Y 1,050. Część dochodów ze sprzedaży została przekazana japońskiemu oddziałowi UNICEF.

## Lista utworów
| 1. | Never End (Radio Edit)   | 6:26  |
|    |                          |       |
| 2. | Never End (Original Mix) | 6:26  |
|    |                          |       |
| 3. | Never End (Chanpuru Mix) | 6:08  |
|    |                          |       |
| 4. | Never End (A capella)    | 6:04  |
|    |                          |       |
|    |                          | 25:04 |
|    |                          |       |

## Wystąpienia na żywo
- 31 grudnia 2000 - Kōhaku Uta Gassen

## Nagrody
- Millennium Award (33rd Nihon Yuusen Taishou)
- Special Prize (42nd Japan Record Awards)

## Personel
- Namie Amuro – wokal
- Wurasoe Shonenshoko Gashodan – wokal wspierający
- Andy Caine – wokal wspierający
- Jennifer Carr – wokal wspierający
- Juliet Roberts – wokal wspierający
- Tetsuya Komuro – pianino
- Sadao China – sanshin
- Keiko Higa – taiko
- Nenes – hayashi

## Produkcja
- Producenci – Tetsuya Komuro
- Aranżacja – Tetsuya Komuro
- Miksowanie – Dave Ford, Tetsuya Komuro
- Kierownictwo – Ian Cooper
- Programowanie – Akihisa Murakami, Toshihide Iwasa
- Projektowanie – Eishin Kitajima, Dave Ford, Toshihiro Wako
- Dyrekcja – Tetsuya Komuro, Kenji Sano, Kotaro Takada
- Dekorator – Tycoon Graphics
- Zdjęcia – Shoji Uchida
- Stylizacja – Kyoko Tsunoda
- Włosy i makijaż – Akemi Nakano

## Oricon
| Diagram                                                    | Pozycja |
| ---------------------------------------------------------- | ------- |
| Dzienny diagram Oricon (w pierwszym dniu sprzedaży)        | #2      |
| Tygodniowy diagram Oricon (w pierwszym tygodniu sprzedaży) | #2      |
| Miesięczny diagram Oricon (w pierwszym miesiącu sprzedaży) | #6      |
| Roczny diagram Oricon                                      | #32     |